# Catedral de Marsella
La Catedral de Marsella o Catedral de Santa Maria la Major (en francès, Cathédrale Sainte-Marie-Majeure de Marseille o simplement Cathédrale de la Major; en occità Catedrala de Santa Maria Major) és una església catòlica romana que es troba a Marsella, França. És la catedral de la l'arxidiòcesi de Marsella. Es va construir entre 1852 i 1893. Des de 1896 té el rang de basílica menor. Situada vora el mar, és un dels edificis més emblemàtics de la ciutat. És també un exponent destacat de l'arquitectura historicista del segle xix, declarat monument nacional de França (1906). El seu entorn va ser completament remodelat l'any 2013 formant part de les actuacions amb motiu de la capitalitat europea de la cultura atorgada a Marsella.

## La catedral vella
Part de la catedral vella, la «vella major» s'alça al costat de la catedral actual. Hi ha restes arqueològiques de la primera catedral, del segle v, dotada d'un baptisteri de planta octagonal, de dimensions considerables. Es conserva una part de les naus de la catedral que es va construir al segle xii, en estil romànic. A l'interior d'aquestes s'hi troba la capella dedicada a sant Llàtzer, amb un altar obra de Francesco Laurana (1481). La catedral romànica va registrar diverses addicions entre els segles segle xiv i segle xviii fins que va ser parcialment enderrocada per a fer possible la construcció de la catedral actual.

## Descripció

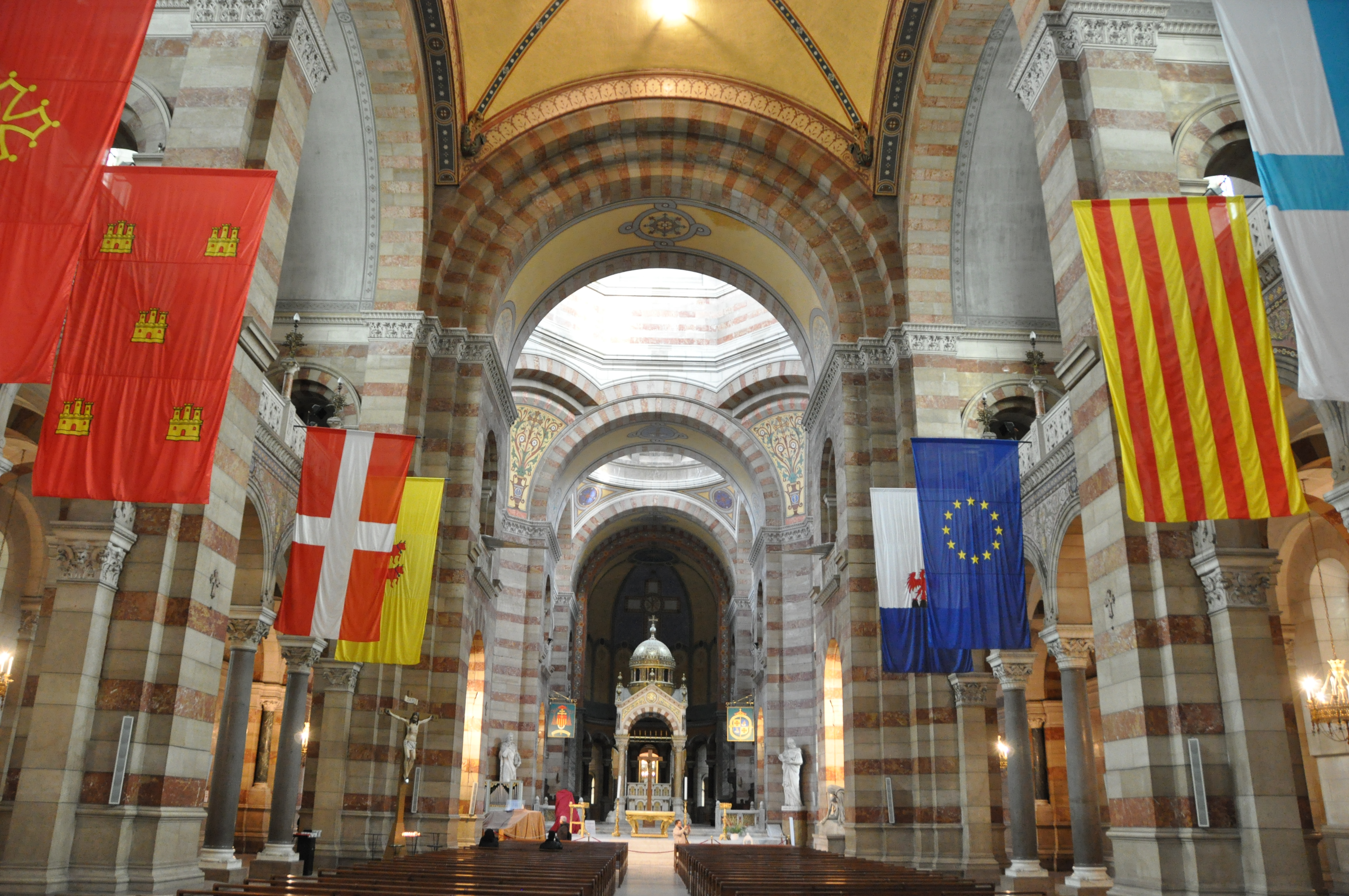
Interior de la catedral de Marsella

La construcció de l'edifici actual és un reflex de la puixança econòmica de Marsella i del seu port a la segona meitat del segle xix. És una obra de grans dimensions, considerada l'edifici religiós més gran i més ambiciós construït a França durant el segle xix. Fa 142 metres de llargada. La cúpula principal assoleix una alçada màxima de 70 metres, mentre que les torres que flanquejen la façana arriben als 60 metres.
La construcció la va impulsar el bisbe Eugène de Mazenod. La primera pedra es va posar l'any 1852 i les obres van durar uns quaranta anys, dirigides successivament per tres arquitectesː Léon Vaudoyer, autor del projecte (i director de les obres fins 1872)ː Henry-Jacques Espérandieu (1872-74) i Henri Révoil, aquest darrer responsable de l'acabament de l'edifici i de la decoració. Es va obrir al culte el 1893. El 1896 va ser declarada basílica menor i la consagració del nou edifici va tenir lloc l'any 1897.
La nova catedral està disposada transversalment respecte de la vella. Té planta de creu llatina, amb tres naus i transsepte, amb una capçalera molt desenvolupadaː grans capelles als braços del creuer i deambulatori amb capelles radials. Una gran cúpula realça el creuer. Sobre els braços del creuer, dues cúpules més. Una quarta cúpula s'alça sobre el presbiteri i una cinquena damunt la capella axial de la capçalera.
Es una obra molt representativa de l'historicisme arquitectònic del segle xix que combina, sobretot, elements de l'estil romànic i del romà d'Orient. Així, la planta és de tradició romànica mentre que el protagonisme de les cúpules al sector de la capçalera remet a l'art romà d'Orient. El seu tret més característic, a l'exterior, és el revestiment alternant filades de pedra blanca i filades de marbre verd de Florència. Una solució característica de l'arquitectura medieval italiana que va ser ben rebuda a Marsella (ja que també es troba a la basílica de Notre-Dame de la Garde). A l'interior, destaca el protagonisme dels mosaics que van ser concebuts pel taller de mosaics Mora de Nimes i realitzats per la Società Musiva Veneziana.

## Galeria de fotos

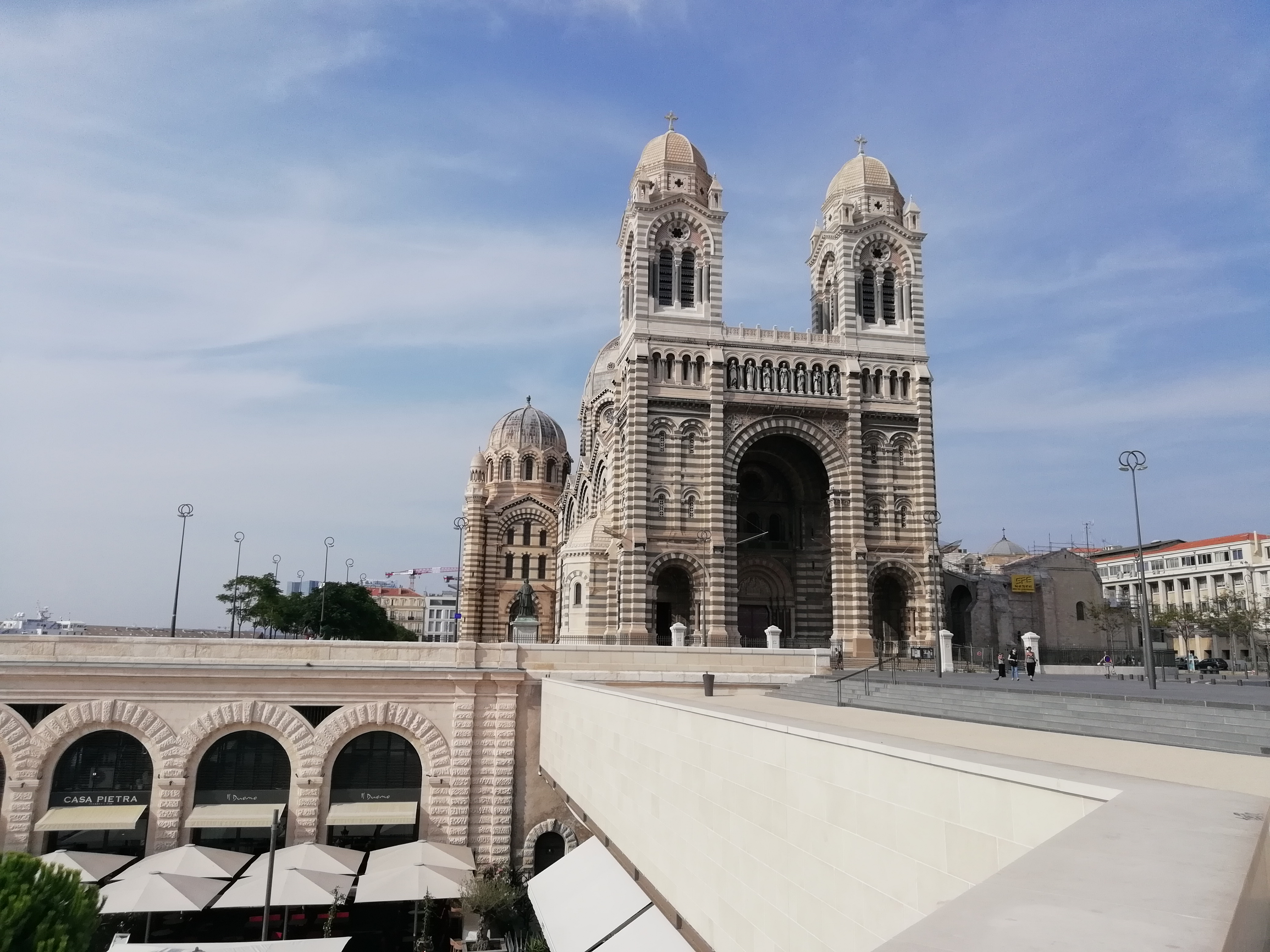
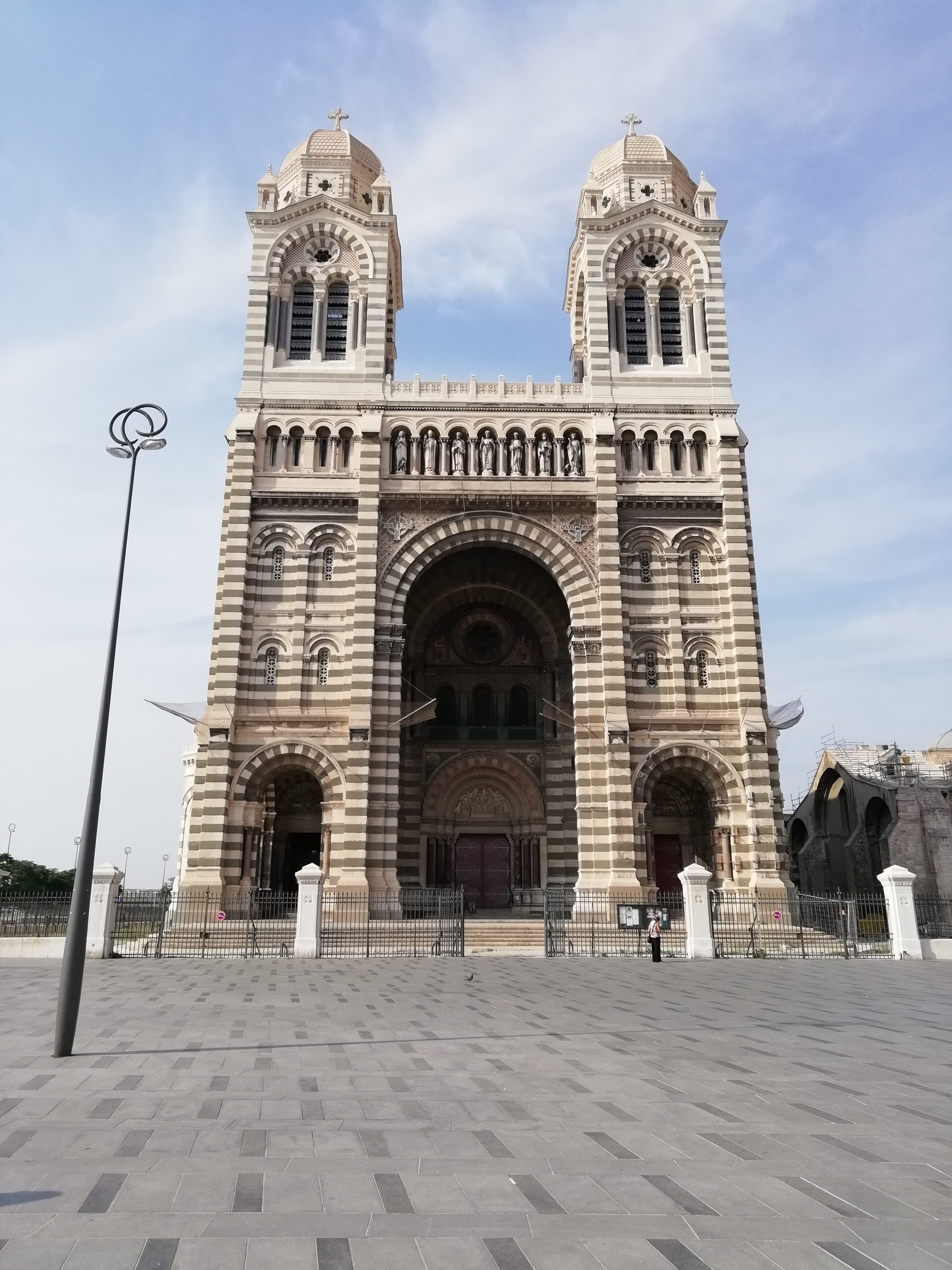